# Erebia albomaculata
Erebia albomaculata är en fjärilsart som beskrevs av Kolar 1938. Erebia albomaculata ingår i släktet Erebia och familjen praktfjärilar. Inga underarter finns listade i Catalogue of Life.